# Хајделберг (Минесота)
Хајделберг (енгл. Heidelberg) град је у америчкој савезној држави Минесота.

## Демографија
По попису из 2010. године број становника је 122, што је 50 (69,4%) становника више него 2000. године.
| Група             | 2000.      | 2010.       |
| Белци             | 71 (98,6%) | 120 (98,4%) |
| Афроамериканци    | 1 (1,4%)   | 0 (0,0%)    |
| Азијати           | 0 (0,0%)   | 0 (0,0%)    |
| Хиспаноамериканци | 0 (0,0%)   | 2 (1,6%)    |
| Укупно            | 72         | 122         |